# ベニスと月とあなた
『ベニスと月とあなた』（ベニスとつきとあなた、イタリア語: Venezia, la luna e tu）は、1958年製作・公開、ディーノ・リージ監督によるイタリア・フランス合作映画である。イタリア式コメディの1作。

## 略歴・概要
本作は、1958年にティタヌスが製作、ヴェネト州ヴェネツィア県ヴェネツィアでロケーション撮影を行って完成、同社が配給して同年秋にイタリア国内で公開、翌1959年8月26日にフランス国内で公開された。ニーノ・マンフレディ、ジュリアーノ・ジェンマが脇役で出演している。
日本では、1960年にイタリフィルムが輸入し、同年1月8日、同社が配給して公開された。日本でのビデオグラムは、2010年8月現在、未発売である。

## スタッフ
- プロデューサー : シルヴィオ・クレメンテッリ
- 監督 : ディーノ・リージ
- 脚本 : パスクァーレ・フェスタ・カンパニーレ、マッシモ・フランチオーザ、ディーノ・リージ
- 撮影 : トニーノ・デリ・コリ
- 美術 : アルベルト・ボッチャンティ （Alberto Boccianti [4]）、ルイジ・スカッチャノーチェ （Luigi Scaccianoce）
- 装置 : フェルディナンド・ルッフォ （Ferdinando Ruffo [5]）
- 編集 : マリオ・セランドレイ （Mario Serandrei）
- 音楽 : レリオ・ルッタツィ （Lelio Luttazzi）、アレクサンドル・デレヴィツキー （Alexandre Derevitsky [6]）

## キャスト
クレジット順
- アルベルト・ソルディ - Bepi (声:柳沢慎一)
- マリサ・アラシーオ （Marisa Allasio） - Nina (声:森ひろ子)
- アンジュ・シェネール（インゲボルク・シェーナー、Ingeborg Schöner） - Nathalie
- ニキ・ダンティン （Niki Dantine [7]） - Janet (声：公卿圭子)
- リカルド・ガローネ （Riccardo Garrone） - Don Fulgenzio
- ルチアーノ・マルチェッリ （Luciano Marcelli [8]） - Don Giuseppe

- アンナ・カンポリ （Anna Campori） - Claudia
- イオーレ・マウロ （Iole Mauro [9]）
- エルネスト・ボン（エルネスト・ボニ （Ernesto Boni [10]） - Aldo
- ディナ・デ・サンティス （Dina De Santis [11]） - Gina
- リリー・マントヴァーニ （Lilly Mantovani [12]） - Anna
- ジュリオ・トメイ （Giulio Tomei [13]）
- トルーデ・マルケッティ （Trude Marchetti [14]） - Eva
- ニーノ・マンフレディ - Toni (声:野沢那智)
- ジュリアーノ・ジェンマ - Brando

クレジット外
- マリサ・カステラーニ （Marisa Castellani [15]）

日本語吹き替えは、1969年7月27日NHK総合の「劇映画」のもの。

## 関連事項
- 1960年の日本公開映画
- イタリア式コメディ

## 註
1. 1 2 3  Venice, the Moon and You, Internet Movie Database （英語）, 2010年8月18日閲覧。
2. 1 2 3  ベニスと月とあなた、キネマ旬報映画データベース、2010年8月18日閲覧。
3. 1 2 3  ベニスと月とあなた、allcinema ONLINE、2010年8月18日閲覧。
4. ↑  Alberto Boccianti - IMDb（英語）, 2010年8月18日閲覧。
5. ↑  Ferdinando Ruffo - IMDb（英語）, 2010年8月18日閲覧。
6. ↑  Alexandre Derevitsky - IMDb（英語）, 2010年8月18日閲覧。
7. ↑  Niki Dantine - IMDb（英語）, 2010年8月18日閲覧。
8. ↑  Luciano Marcelli - IMDb（英語）, 2010年8月18日閲覧。
9. ↑  Iole Mauro - IMDb（英語）, 2010年8月18日閲覧。
10. ↑  Ernesto Boni - IMDb（英語）, 2010年8月18日閲覧。
11. ↑  Dina De Santis - IMDb（英語）, 2010年8月18日閲覧。
12. ↑  Lilly Mantovani - IMDb（英語）, 2010年8月18日閲覧。
13. ↑  Giulio Tomei - IMDb（英語）, 2010年8月18日閲覧。
14. ↑  Trude Marchetti - IMDb（英語）, 2010年8月18日閲覧。
15. ↑  Marisa Castellani - IMDb（英語）, 2010年8月18日閲覧。